# Silhac
Silhac é uma comuna francesa na região administrativa de Auvérnia-Ródano-Alpes, no departamento de Ardèche. Estende-se por uma área de 22,71 km². Em 2010 a comuna tinha 387 habitantes (densidade: 17 hab./km²).